# Директива про доступ громадськості до інформації про навколишнє природне середовище
Директи́ва про до́ступ грома́дськості до інформа́ції про навко́лишнє приро́дне середо́вище (2003/4/ЄС) — директива, метою якої є забезпечення того, щоб інформація про довкілля була систематично доступною та поширювалася серед громадськості. Директива вимагає від держав-членів гарантувати зобов'язання державних органів надавати інформацію про навколишнє середовище, якою вони володіють, будь-якій юридичній чи фізичній особі за запитом.
У 1998 році Європейська Спільнота (ЄС) підписали Конвенцію про доступ до інформації, участь громадськості в процесі прийняття рішень і доступ до правосуддя з питань довкілля (Орхуська конвенція). Директива імплементує цю Конвенцію.

## Винятки
Органи державної влади зобов'язані надавати інформацію за запитим крім таких винятків:
- орган влади не володіє запитуваною інформацією
- запит є явно необґрунтованим;
- запит занадто загальний;
- запитувана інформація знаходиться на стадії розробки;
- запит стосується внутрішніх комунікацій;
- розголошення інформації негативно вплине на:
  - конфіденційність дій державних органів або комерційної чи промислової інформації;
  - громадську безпеку або національну оборону;
  - хід правосуддя;
  - право інтелектуальної власності;
  - конфіденційність персональних даних;
  - інтереси особи, яка добровільно надала інформацію; або
  - захист довкілля.

## Структура
- Концерт
- Стаття 1 — Цілі
- Стаття 2 — Визначення
- Стаття 3 — Доступ до інформації про навколишнє природне середовище за запитом
- Стаття 4 — Винятки
- Стаття 5 — Збори
- Стаття 6 — Доступ до правосуддя
- Стаття 7 — Поширення інформації про навколишнє природне середовище
- Стаття 8 — Якість інформації про навколишнє природне середовище
- Стаття 9 — Процедура перегляду
- Стаття 10 — Реалізація
- Стаття 11 — Скасування
- Стаття 12 — Набрання чинності
- Стаття 13 — Адресати
- Додаток — Кореляційна таблиця

## Імплементація

### Ірландія
У Республіці Ірландія директива була імплементована як Регламент Європейських Спільнот (Доступ до інформації про довкілля) 2007 року.

### Сполучене Королівство
У Сполученому Королівстві директива була імплементована Регламентом інформації про навколишнє природне середовище 2004 року.

### Україна
Імплементація директиви в Україні була передбачена Законом «Про Загальнодержавну програму адаптації законодавства України до законодавства Європейського Союзу. Перелік актів законодавства України та acquis Європейського Союзу у пріоритетних сферах адаптації», планами Кабінету міністрів України. Зобов'язання щодо імплементації директиви взяті Україною у Додатку ХХХ до глави 6 «Навколишнє природне середовище» розділу V «Економічне і галузеве співробітництво» Угоди про асоціацію між Україною та Європейським Союзом. Імплементація мала відбутись протягом 3 років з моменту підписання Угоди про асоціацію.
Директива імплементована у Законі України «Про оцінку впливу на довкілля», Законі України «Про стратегічну екологічну оцінку», Законі України «Про внесення змін до деяких законів України щодо доступу до публічної інформації у формі відкритих даних», Законі України «Про внесення змін до деяких законодавчих актів України щодо удосконалення законодавства у сфері користування надрами», Розпорядженні КМУ «Про схвалення Концепції створення загальнодержавної автоматизованої системи „Відкрите довкілля“».